# شهرستان پریری (آرکانزاس)
شهرستان پریری، آرکانزاس (به انگلیسی: Prairie County, Arkansas) شهرستانی در ایالات متحده آمریکا است که در آرکانزاس واقع شده‌است.

## خصوصیات
شهرستان پریری ۱٬۷۵۰٫۸۴ کیلومترمربع مساحت دارد.